# تايرون وليامز
تايرون وليامز (بالإنجليزية: Tyrone Williams)‏ هو لاعب كرة قدم أمريكية أمريكي، ولد في 31 مايو 1973 في برادنتون في الولايات المتحدة.

## وصلات خارجية
- تايرون وليامز على موقع مرجع كرة القدم المحترفة.كوم (الإنجليزية)